# 1990 au Canada
Pour un article plus général, voir Chronologie du Canada.
Cet article traite des événements qui se sont produits durant l'année 1990 au Canada.

## Événements

### Mars
- 19 au 25 mars : La ville d'Ottawa accueille le premier championnat du monde de hockey sur glace féminin.
- Première édition du Festival du bois à Maillardville en Colombie-Britannique.

### Mai
- 12 mai : Lucien Bouchard crée le Bloc québécois qui va rallier quelques députés conservateurs et libéraux.

### Juin
- 23 juin : échec de l'Accord du lac Meech.

### Juillet
- 1er juillet : Antonio Lamer est nommé juge en chef à la cour suprême.

- 11 juillet (jusqu'au 26 septembre) : début de la crise d'Oka.

### Août
- 4 août :
  - Coupe du monde de baseball à Edmonton en Alberta (jusqu'au 19 août)
  - Gay Games à Vancouver en Colombie-Britannique (jusqu'au 11 août)
- 28 août : Une éruption de tornades balaie l'Ontario et les États-Unis donc 3 tornades ont touché le sol canadien. Une EF3 a été confirmé dans les environs de Frome et Port Stanley tandis qu'une EF2 dans les environs de Komoka et une EF1 dans les environs de Newtonville ont été aussi confirmé.

### Septembre
- 6 septembre : élection générale en Ontario - le gouvernement du Parti libéral est défait par le NPD ontarien et Bob Rae succède à David Peterson au poste de Premier ministre.

- 11 septembre : élection générale au Manitoba - le Parti progressiste-conservateur conserve sa majorité à l'Assemblée législative ; le Nouveau Parti démocratique forme l'opposition officielle.

### Octobre
- 31 octobre : le diocèse de Gatineau Hull devient l'Archidiocèse de Gatineau.

### Novembre
Naissance de Jonathan

### Décembre
- 26 décembre (jusqu'au 4 janvier 1991) : Championnat du monde junior de hockey sur glace 1991 à Saskatoon.

## À surveiller
- Signature de la Charte de l'Organisation des États américains
- Jeux d'hiver de l'Arctique pour une troisième fois à Yellowknife
- Troisième Défi mondial des moins de 17 ans de hockey à Québec

## Naissances
- 7 septembre : Megan McNeil (en), chanteuse.
- 23 octobre : Dalmar Abuzeid, acteur.

## Décès
- 7 janvier : Bronislau Nagurski, joueur de football.
- 16 mars : Dalton McGuinty (père), professeur et homme politique ontarien.
- 22 mars : Gerald Bull, ingénieur.
- 24 mai : Léo Rivest, humoriste.
- 18 juillet : Johnny Wayne, scénariste, acteur et compositeur.
- 25 août : Morley Callaghan, écrivain.
- 9 octobre : Hugh MacLennan, auteur.
- 30 octobre : Craig Russell, acteur
- 16 novembre : Northern Dancer, cheval de course
- 7 décembre : 
  - Jean Duceppe, comédien.
  - Jean Paul Lemieux, artiste-peintre.